# Туморска емболија плућа
Туморска емболија плућа (ТЕП) јесте ретка компликација злоћудне (малигне) болести (најчешће аденокарцинома), која настаје продирањем малигних ћелија из оболелог органа у системску венску и плућну артеријску циркулацију, у којој се емболус учвршћује, размножава и омета проток крви. Доброћудни (бенигни) метастазирајући лејомиом такође може емболисати у плућима.
По правилу, симптоми су диспнеја и плеурални бол, као и знаци субакутне плућне болести срца, која се развија недељама и месецима.
Дијагнозу, на коју указују микронодуларне сенке или дифузни инфилтрати у плућима, треба потврдити биопсијом, понекад цитолошком аспирацијом или хистолошком анализом узорка плућне капиларне крви.

## Етиопатогенеза
Туморска емболоја плућа настаје од солидних тумора који засејавају системску циркулацију појединачним туморским ћелијама или ћелијским кластерима које филтрира плућна циркулација. Јавља се код пацијената који су под високим ризиком од тромбоемболијских догађаја, посебно код оних са аденокарциномима који производе муцин (нпр карцином дојке, желуца или дебелог црева). Емболизација великих фрагмената је пријављена јеи код пацијената са хондросаркомом, карциномом бубрежних ћелија, миксомом десне преткоморе или Вилмсовим тумором.

## Дијагноза
Само у овом окружењу налази плућне ангиографије могу бити абнормални.
Обично само V/Q скенирање показује периферне субсегменталне дефекте перфузије, често са мрљастим изгледом. Код емболизације микроваскуларног тумора током ДСПА (код којих су налази обично скоро нормални, микроваскуларни цитолошки налази у узорцима аспириране крви добијеним из катетера плућне артерије могу открити малигне ћелије како у туморској микроемболији тако и у лимфангитској карциноматози).
Ретко, дигитална субтракциона ангиографија (ДСА) или компјутеризована томографска плућна ангиографија (КТПА) откривају имитацију плућне емболије, као што је ангиосарком. Ангиосарком је малигни примарни васкуларни тумор који се види као ендолуминална маса која може проширити луминални пречник плућне артерије. Остала потенцијална места укључују аорту, срце (десну преткомору), доњу шупљу вену, јетру, лице, скалп, дојке (постиррадијација) и материцу. Честа емболизација је повезана са ангиосаркомом аорте. Најбољи метод анализе плућног ангиосаркома је мултипланарно снимање (КТ и МРТ); мерење плућног артеријског притиска и интраваскуларна биопсија које се могу обавити током ДСА.

## Терапија
Иако не постоји коначна терапија за ТЕП, истражене су различите опције лечења које циљају на ТЕП заједно са основним тумоором (раком). Могу се применити потпорне терапије као што су давање кисеоника, механичка вентилација и инотропна подршка, док су дијагностичка обрада и дефинитивне терапије у току. 
Плућни вазодилататори, антагонисти ендотелинских рецептора, глукокортикоиди, варфарин и аспирин, антипролиферативне терапије као што су ПДГФ инхибитор (иматиниб) и ВЕГФ инхибитор (бевацизумаб) такође су коришћени за циљање ТЕП, посебно код пацијената са плућном хипертензијом који доводи до декомпензоване инсуфицијенције десног срца или шока. 
Давање хидрокортизона је историјски довело до субјективног побољшања недостатка ваздуха (диспнеја). 
Антикоагулансе и антибиотике треба користити само у случајевима када постоји друга индикација која оправдава њихову употребу. 
Код пацијената са десностраном срчаном инсуфицијенцијом са секундарном ретенцијом течности због плућне хипертензије, диуретици се могу користити за симптоматски јер спречавају проширену десну комору да утиче на пуњење леве коморе. Мада, са диуретицима треба бити опрезан како би се спречило прекомерно смањење преоптерећења и хиповолемија, а самим тим и смањен минутни волумен срца. 
Истовремено смањење оптерећења тумором са хемотерапијом, терапијом зрачењем или хируршком ресекцијом је важно за решавање основног узрока ТЕП. Стога, комбиновани приступ третману може бити кориснији.